# けんずろう
けんずろう（1965年2月3日 - ）は、日本のローカルタレント。本名、大水 敏雄（おおみず としお）。主に青森県で活動し、青森放送（RAB）の番組を中心に出演している。
物まねを特技としており、小林旭・沢田研二・長嶋茂雄・武田鉄矢らをレパートリーとしている。芸名も沢田研二からきているという（元々の芸名は「沢田 研二郎（さわだ けんじろう）」だったが、その後「けんじろう」を津軽弁風に訛らせて「けんずろう」となった）。
趣味はトライアスロン。
RABでパーソナリティを務める野坂真理は妻である。

## 出演番組

### 現在
青森放送
- けんずろうの元気いっぱい!（ラジオ）

### 過去
青森放送
- サタデー夢ラジオ（ラジオカーリポーター）
  - 1997年に弘前担当レポーターとして登場。その後青森担当に移行、野坂真理と共にリポーターを務めた。野坂が抜けた後は単独でのリポーターとなり、2004年9月に成田洋明へ交代した。
- けんずろうのナンタカンタ歌謡曲
- あおもりTODAY（金曜「オスカルが行く!中小企業応援隊」）
- @なまてれ（金曜「なまてれハンター」）
- 今日も!あさぷり（ラジオカーリポーター）
- 青森県民駅伝競走大会実況中継（中継所のテレビ実況）
- 江奈滋家の食卓（テレビ、「寒立馬」役で不定期出演）
- きんこれ（テレビ、リポーター）
- 土曜ワラッター!（ラジオ、不定期レポーター）

青森テレビ
- おしゃべりハウス・月曜日「けんずろうの昼までまてない!」（2010年5月24日 - 、レギュラー）、火曜日「おでかけ天国」（2009年11月24日 - 、隔週）など

FMアップルウェーブ
- 午後ワイドGO²ナビゲーション（月・火）

## CM出演
テレビCMはRAB以外でも放送する場合がある。
- ヤマモト食品
- エヌエスサービス
- アサヒ緑健（RABラジオ、15時の時報前など）
- 鯵ヶ沢・ぽっかぽか温泉（RABラジオ、野坂真理と共演）
- エバラ食品工業・スタミナ炒めのたれ（野坂真理と共演）